# 熱空氣
《熱空氣》（日语：／ Atsuikūki ?），是日本朝日電視台於2012年12月22日為慶祝開播55週年所推出的連續劇，改編自松本清張於1963年發表的同名小說，刊載於《週刊文春》4月22日號、7月8日號，之後收入「別冊黑色畫集」中，1963年9月收入短篇「事故－別冊黑色畫集1」中。播出時間為晚上9:00-11:11。此部連續劇是第4度改編成電視劇播出。（前3次分別於1966年、1979年及1983年播出）台灣於2013年1月30日及31日晚間10:00在緯來日本台播出，劇名改為《派遣家政婦》。

## 劇情概要
西瓜皮髮型、黑色眼鏡、不起眼的外貌，她是派遣幫傭（「家政婦」）河野信子（米倉涼子飾演）。
這天她來到東京的豪門稻村家擔任幫傭，在例行的打掃工作中，她發現豪門不如外界所想的光鮮亮麗，家中成員個個心懷鬼胎…愛好名牌、追求名利、私藏二奶，這一切她都看在眼裡～
因為她不起眼的外貌，稻村家對她毫無戒心。下了班的信子，事實上是個電力十足的大美女。一身名牌的名媛打扮，出現在稻村家成員的社交場合中。是的，她以探索並揭發他人不為人知的黑暗面為樂，稻村家的秘密，完全在她的掌控之中…
信子如此刻意隱藏自己的外表，其實是有原因的…

## 登場角色及演員
- 河野信子：米倉涼子 （協榮家政婦派遣公司所屬的派遣家政婦）
- 稻村春子：余貴美子 （本姓細川，稻村家貴婦）
- 稻村達也：段田安則 （春子的丈夫。東都大學醫院的内科部長）
- 稻村繁子：野際陽子 （達也的母親）
- 細川壽子：高岡早紀 （春子的妹妹）
- 稻村正一：藤井太樹 （稻村家長子）
- 稻村明次：大八木凱斗 （稻村家次子）
- 稻村健三郎：竹邉彰泰 （稻村家三子）
- 本田純夫：東幹久 （醫學雜誌編輯）
- 渡邊真佐子：原幹惠 （醫學雜誌編輯人員）
- 一條藤磨：笹野高史 （小説家）
- 平田牧子：東千鶴 （協榮家政婦派遣公司負責人）
- 加藤靜：岩本多代 （信子的同事）
- 小林弘美：伊藤麻實子 （信子的同事）
- 畑中刑事：中西良太 （熱海中央署刑事）
- 山下刑事：濱田學 （熱海中央署刑事）
- 山田洗衣公司的到府服務員：佐藤望
- 醫學院學生：石田直也
- 看護：土谷春陽

## 其他演員
- 井上久男、中山京子、幹戸所薇雅、園英子、松島紫代、川鶴晃裕、土谷春陽、鎌森良平、石田直也、吉村拓真、友田安伊子、大石彩未、田村將之、林聖也　等

## 製作群
- 編劇：竹山洋
- 總製作人：五十嵐文郎（朝日電視台）
- 製作人：内山聖子（朝日電視台）、藤本一彦（朝日電視台）、河瀬光（東映）
- 主題曲：中島美雪「わかれうた」（分手歌）
- 導演：松田秀知
- 拍攝場地提供：髙島屋京都店、濟生會滋賀縣醫院、京都工藝纖維大學、水資源機構、COCON KARASUMA、SOHOLM CAFE＋DINING京都店、泉谷醫院、京都青果合作社、滋賀外景拍攝辦公室、京都市影視處等
- 企劃協助：古賀誠一（Oscar Promotion）
- 音樂協助：TV Asahi Music Co., Ltd.

## 外部連結
- 維基百科日文版上的相關資料 （页面存档备份，存于）（日語）
- 緯來日本台官方網站 （页面存档备份，存于）（中文）

## 節目的變遷
| 日本 朝日電視台 21:00-23:11 | 日本 朝日電視台 21:00-23:11         | 日本 朝日電視台 21:00-23:11 |
| --------------------------- | ----------------------------------- | --------------------------- |
|                             | 熱い空気 （2012.12.22 - 2012.12.22) |                             |
| —                           | —                                   |                             |

| 臺灣 緯來日本台 週一至五 22:00 - 23:00（2月16日完整版17:40-20:00) | 臺灣 緯來日本台 週一至五 22:00 - 23:00（2月16日完整版17:40-20:00) | 臺灣 緯來日本台 週一至五 22:00 - 23:00（2月16日完整版17:40-20:00) |
| ----------------------------------------------------------------- | ----------------------------------------------------------------- | ----------------------------------------------------------------- |
|                                                                   | 派遣家政婦 （2013.01.30 - 2013.01.31)                             |                                                                   |
| 高山診療所 （2013.01.16 - 2013.01.29)                             | HERO （一次播兩集） （2013.02.01 - 2013.02.08）                   |                                                                   |